# Brésil (roman)
Pour les articles homonymes, voir Brésil (homonymie).
Brésil (titre original en anglais Brazil) est un roman américain de John Updike publié originellement en janvier 1994 aux États-Unis et en français le 1er mars 1996 aux éditions du Seuil.

## Réception critique
Le roman est bien accueilli par la critique américaine à sa parution aux États-Unis,.

## Éditions
- (en) Brazil, Alfred A. Knopf Publishers, 1994  (ISBN 978-0-679-43071-1), 260 p.
- Brésil, trad. Michèle Hechter, coll. « Cadre vert », éditions du Seuil, 1996  (ISBN 9782020227223), 336 p.[3]
- (en) Brazil, Random House, 1996  (ISBN 9780449911631), 272 p.
- Brésil, trad. Michèle Hechter, Points no 334, 1997  (ISBN 978-2020311915), 352 p.